# ОШ „Петар Кочић” Бродац
ОШ „Петар Кочић”  једна је од основних школа у Бијељини. Налази се у насељу Бродац бб, Бродац. Име је добила по Петру Кочићу српском књижевнику и политичару.

## Историјат
Према неким изворима, Бродац је имао школу прије 1834. године. Послије школе у Тавни, то је најстарија школа у Семберији. Према другим подацима, школа у Бродцу повремено је радила 1851. и то по брвнарама и изнајмљеним сеоским кућама. Сигурније су тврдње да су мјештани 185б. направили зграду за школу, која је, са мањим прекидима, радила до 1876, када је у српско-турском рату спаљена. Звала се Српска вјероисповиједна основна школа у Бродцу, а похађало ју је стотинак ученика. Поново је почела да ради 1879, а 1885. добила је и нову зграду. Од 1884. до 1945. школа је радила углавном без прекида, осим у току Другог свјетског рата, када је повремено обустављала рад, а кратко је у селу постојала и Српска народна женска школа (1910-1914). Учитељ бродачке школе Никола Мештеровић почео је да води "Школску споменицу" од јануара 1900, али је податке о школи од њеног осниваља 1851. до 1900. унио на основу сачуваних података из архиве и традиције. Посљедље податке у овај школски љетопис унио је учитељ и управник Душан Баранин, 1934. године. Школа је 1954/1955. постала осмогодишња. Школске 1961/62. имала је 1.268 ученика. Нова школска зграда грађена је 1964- 1967, а садашњи назив школа је добила 1965. године. Седамдесетих година основне шкопе општине Бијељина интегрисане су у установу под називом "Народни хероји", а 1988. поново су се осамосталиле. Школу "Петар Кочић" је 1991. похађало 495 ученика, 2007/2008. - 576, а 2015/2016. имала је 421 ученика, 31 наставника и вјероучитеља православне вјеронауке. У њеном саставу радиле су петогодишње подручне школе у селима Остојићево (основана 1912), Велино Село (1925), Балатун (почетком тридесетих година ХХ вијека) и Међаши (1936). Раније су у саставу централне школе радила и подручна одјељења у селима: Трњаци (1912-1981), Доњи Бродац (1945-1968), Горњи Бродац (1955-1984) и Даздарево (1957-1977). Поред библиотеке са око 3.500 књига. Школа има спортску салу и уређене спортске терене.